# Hiland Orlando Stickney
Hiland Orlando „Harry” Stickney (Plymouth, Vermont, 1867. február 19. – Portland, Oregon, 1911. október 5.) amerikai amerikaifutball-játékos és edző, 1899-ben az Oregon Agricultural Aggies vezetőedzője.
Szülei John W. és Ann P. Stickney; fivére, William W. Stickney Vermont kormányzója volt. Kezdetben a Harvard Crimson játékosa volt, majd kaliforniai és oregoni csapatok edzője lett.
Később ingatlanfejlesztőként dolgozott; ő finanszírozta a Railway Exchange Building megépítését. A portlandi Szent Vince kórházban hunyt el.

## Eredményei vezetőedzőként
| Év                                     | Eredmény                      |
| Grinnell Pioneers (Független)          | Grinnell Pioneers (Független) |
| -------------------------------------- | ----------------------------- |
| 1891                                   | 3–1                           |
| Eredmény:                              | 3–1                           |
| Wisconsin Badgers (Független)          |                               |
| 1894                                   | 5–2                           |
| 1895                                   | 5–2–1                         |
| Eredmény:                              | 10–4–1                        |
| Oregon Agricultural Aggies (Független) |                               |
| 1899                                   | 3–2                           |
| Eredmény:                              | 3–2                           |
| Összesen:                              | 16–7–1                        |

## Fordítás
- Ez a szócikk részben vagy egészben  a   Hiland Orlando Stickney című angol Wikipédia-szócikk ezen változatának fordításán alapul.  Az eredeti cikk szerkesztőit annak laptörténete sorolja fel. Ez a jelzés csupán a megfogalmazás eredetét és a szerzői jogokat jelzi, nem szolgál a cikkben szereplő információk forrásmegjelöléseként.